# Wunderburg (Bamberg)
Die Wunderburg ist ein Stadtteil im Südosten Bambergs, der heute ca. 7500 Einwohner zählt. Die Theuerstadt und Bamberg-Ost grenzen nördlich, östlich der Hauptsmoorwald, südöstlich die Gereuth und westlich der rechte Regnitzarm an.

## Geschichte
Die Suche nach dem Ursprung des Namens Wunderburg führte neben zahlreichen Spekulationen unter anderem zu einer frühen Erwähnung in einem Dokument des Bamberger Staatsarchivs aus dem Jahr 1350. Demnach mag der Bau eines stattlich und wehrhaft anmutenden Gebäudes außerhalb des damaligen Stadtgebietes zwischen der Nürnberger Straße und dem Hauptsmoor im selben Jahr durch Friedrich von Rothenstein die Bewunderung der Anwohner erregt und dem heutigen Stadtteil seinen Namen gegeben haben.
Die dörfliche Siedlung in der Umgebung der heutigen Wunderburg war von Gärtnereien sowie von Forst- und Jagdwirtschaft des zuvor noch bis an die Regnitz reichenden Hauptsmoorwaldes geprägt.
Wichtige Verbindungswege waren die Straße nach Nürnberg als Handelsroute, der lange Steg über die Regnitz zur Inselstadt und die vom Steinweg abzweigende heutige Egelseestraße.

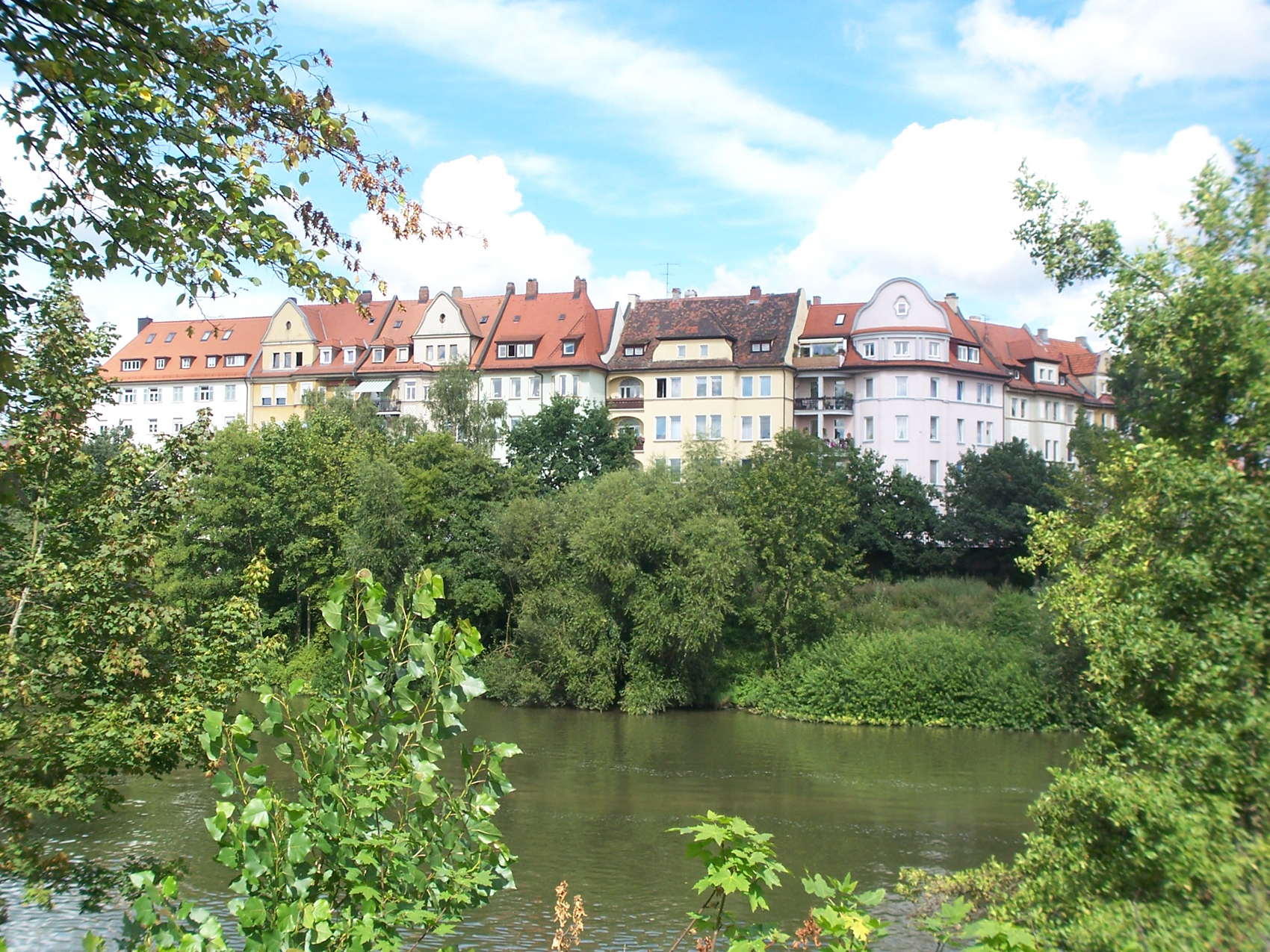
Häuser am Kunigundendamm

Zur Zeit des Dreißigjährigen Krieges im Jahr 1632 fielen weite Teile der Wunderburg einem Feuer zum Opfer, als sich schwedische Belagerer Gefechte mit kaiserlichen Truppen lieferten.
1673 wurde die Wunderburg zum Gebiet der Immunität des Stifts St. Gangolf gezählt und unterstand damit der Gerichtsbarkeit dieses Stifts. Damit übte das Stift gleichzeitig die Grundherrschaft über das Gebiet aus.
Die Wunderburg gehörte in der folgenden Zeit zu einer Gruppe von Siedlungen mit dörflichem Charakter wie Aufseßhöflein, Seehöflein, Rothof, Cherbonhof, Bug und Bughof und blieb bis zur Säkularisation des Hochstifts Bamberg 1803 eine eigene Gemeinde unter bischöflicher Oberhoheit.
Zwischen der Jägerstraße und der Theresienstraße und damit in Sichtweite der Straße nach Nürnberg als Abschreckung positioniert, befand sich von 1362 bis 1810 ein Galgen. Straßen- und Flurnamen wie die Galgenfuhr, Am Hochgericht oder Galgenfelder zeugen davon.
Infolge der Säkularisation ging das Hochstift Bamberg in die Herrschaft des Bayerischen Kurfürstentums über, was eine verwaltungsorganisatorische Neugestaltung wie die Einteilung des Stadtgebietes in Distrikte, bei der die Wunderburg dem Distrikt V. zufiel, die Übergabe der Gemeindekasse an die Kämmerei und das Entstehen von Bürgervereinen mit sich brachte.
Eine 1689 gebaute barocke Kapelle an der Stelle der heutigen Kirche wurde 1888 abgerissen. Im gleichen Jahr begann der Bau der neugotischen Pfarrkirche Maria Hilf, die ein Jahr später eingeweiht wurde und seit 1982 von einer kleinen Fußgängerzone umgeben ist.

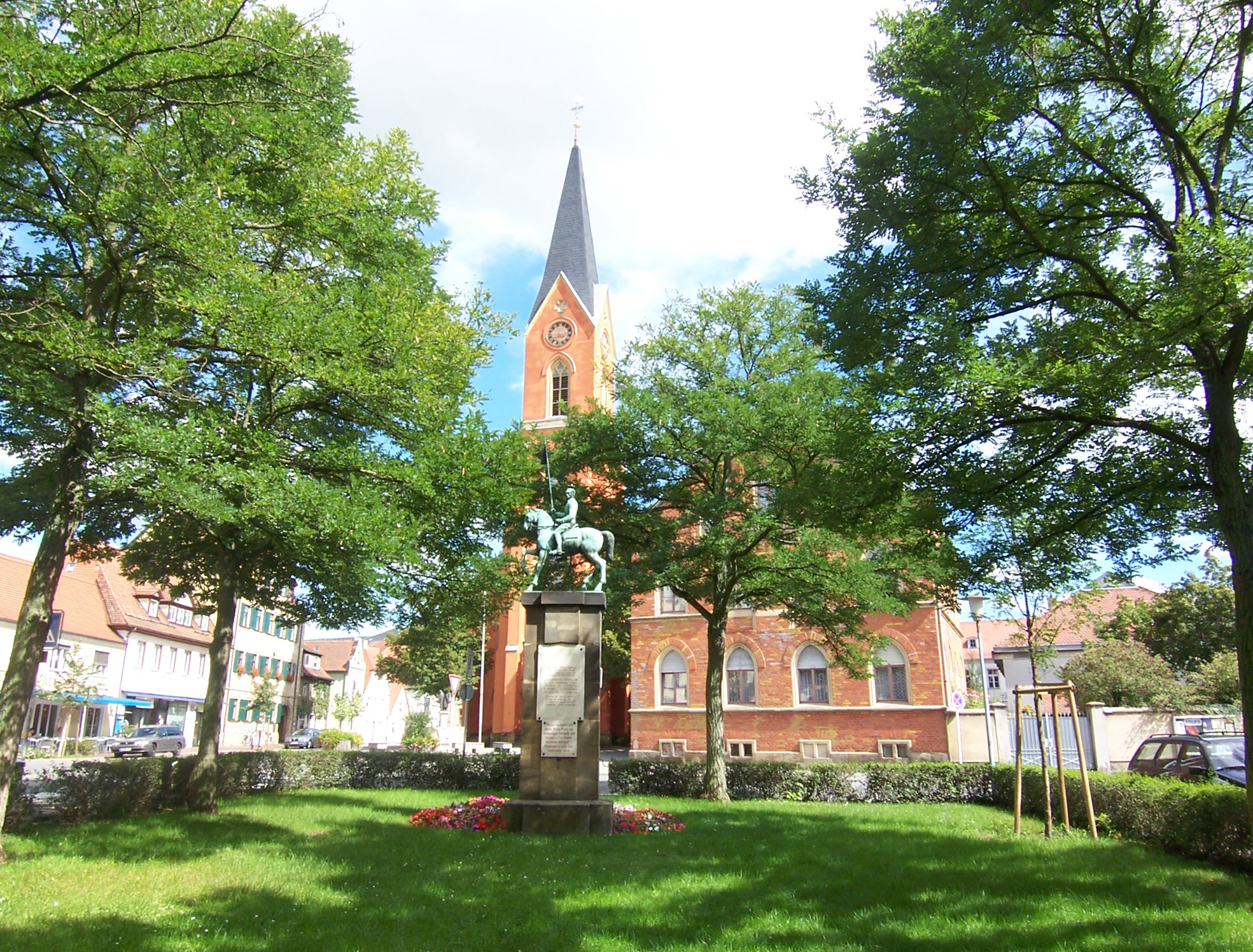
Ulanendenkmal vor dem Kirchplatz

Im Bereich der Nürnberger Straße wurden 1872 die Koppenhofkaserne und 1883 bzw. 1887 die Holzhofkasernen I und II für das Königlich Bayerische Ulanenregiment errichtet. Nach dem Ende des Zweiten Weltkriegs wurden die Kasernen als Unterkunft für Vertriebene aus den ehemaligen Ostgebieten genutzt. Inzwischen wurden die Kasernen als Gewerbegebiet umfunktioniert.
Die Wunderburgschule wurde 1879 erbaut und seitdem zweimal durch Anbauten vergrößert.

## Bevölkerungsentwicklung
Nach Schätzungen anhand von Aufzeichnungen, die bei Steuererhebungen entstanden waren, hatte die Wunderburg in den dreißiger Jahren des 16. Jahrhunderts etwas weniger als 200 Einwohner, während Bamberg insgesamt 8000 Einwohner hatte.
In den 20er Jahren des 18. Jahrhunderts lebten 465 Menschen in der Wunderburg, womit die Bevölkerung innerhalb von 200 Jahren etwa proportional zu der Bambergs angewachsen war, das über 18.600 Einwohner hatte.
Das Kirchweihfest ist seit 1528 belegt und findet an jedem dritten Wochenende im Juli statt.
Von 1929 an existierte in der Peuntstraße das Kino Apollo.

## Wirtschaft
War die Wunderburg ursprünglich von Handwerk, Gärtnereien und Forstwirtschaft geprägt, so wurden mit fortschreitender Industrialisierung zunehmend Flächen für den Bau von Wohnungen für Industriearbeiter beansprucht.
In der Wunderburg sind die Brauereien Mahr und Keesmann sowie die Bamberger Mälzerei (als Mälzerei Dessauer gegründet) ansässig. Bis 2008 existierte die Maisel-Bräu.
Außerdem sind die Robert Bosch GmbH sowie das Druck- und Medienhaus Fränkischer Tag vertreten.